# The Crossing (musikalbum)
The Crossing är den skotska rockgruppen Big Countrys debutalbum från 1983. Albumet innehåller bland annat "Harvest Home", som var bandets första singel, och "In a Big Country" som nådde upp till topp 10-listan i USA och Storbritannien.

## Låtlista
Originalet 1983
1. "In a Big Country" - 3:45
2. "Inwards" - 4:19
3. "Chance" - 4:43
4. "A Thousand Stars" - 4:23
5. "The Storm" - 6:27
6. "Harvest Home" - 4:25
7. "Lost Patrol" - 4:14
8. "Close Action" - 4:20
9. "Fields of Fire" - 3:35
10. "Porroh Man" - 7:30

Universal Records nytryck, 2002
1. "In a Big Country" (Förlängd bonusversion)
2. "Inwards"
3. "Chance"
4. "A Thousand Stars"
5. "The Storm"
6. "Harvest Home"
7. "Lost Patrol"
8. "Close Action"
9. "Fields of Fire"
10. "Porroh Man"
11. "Wonderland" (US Version)
12. "All Fall Together" (Jimmy Iovine Remix)
13. "Angle Park" (US Version)
14. "The Crossing" (US Version)
15. "Chance" (Nyinspelad version)

Internetversion
1. "In a Big Country"
2. "Inwards"
3. "Chance"
4. "A Thousand Stars"
5. "The Storm"
6. "Harvest Home"
7. "Lost Patrol"
8. "Close Action"
9. "Fields of Fire"
10. "Porroh Man"
11. "Angle Park"
12. "All of Us"
13. "The Crossing"
14. "Heart and Soul"